# Gornji Bučumet
Gornji Bučumet (en serbe cyrillique : Горњи Бучумет) est un village de Serbie situé dans la municipalité de Medveđa, district de Jablanica. Au recensement de 2011, il comptait 83 habitants.

## Démographie
| 1948 | 1953 | 1961 | 1971 | 1981 | 1991 | 2002 | 2011 |
| ---- | ---- | ---- | ---- | ---- | ---- | ---- | ---- |
| 436  | 451  | 430  | 342  | 267  | 203  | 139  | 83   |

|  |